# تشارلز كوريا
تشارلز كوريا (بالإنجليزية: Charles Correa) (و. 1930 – 2015 م) هو مهندس معماري، ومخطط حضري من الهند، والراج البريطاني، ولد في حيدر آباد، وكان عضوًا في الأكاديمية الأمريكية للفنون والعلوم، توفي في مومباي، عن عمر يناهز 85 عاماً، بسبب مرض.

## التعليم
تعلم في جامعة ميشيغان، ومعهد ماساتشوستس للتكنولوجيا، وكلية القديس خافيير في مومباي ‏.

## جوائز
حصل على جوائز منها:
- جائزة بادما فيبوشان في العلوم والهندسة (2006)
- جائزة بريميم إمبريال  [لغات أخرى]‏ (1994)
- جائزة ريبا (1984)
- بادما شري في العلوم والهندسة.